# Condado de Franklin (Illinois)
O Condado de Franklin é um dos 102 condados do Estado americano de Illinois. A sede do condado é Benton, e sua maior cidade é Benton. O condado possui uma área de 1 117 km² (dos quais 50 km² estão cobertos por água), uma população de 39 018 habitantes, e uma densidade populacional de 37 hab/km² (segundo o censo nacional de 2000). O condado foi fundado em 2 de janeiro de 1818.